# Saint-Méry
Saint-Méry település Franciaországban, Seine-et-Marne megyében. Lakosainak száma 333 fő (2022. január 1.). Saint-Méry Mormant, Blandy, Bombon, Champeaux, La Chapelle-Gauthier és Châtillon-la-Borde községekkel határos.

## Népesség
A település népessége az elmúlt években az alábbi módon változott:
| Lakosok száma | 374  | 363  | 344  | 343  | 337  | 332  | 333  | 333  |
|               | 2013 | 2015 | 2017 | 2018 | 2019 | 2020 | 2021 | 2022 |